# Billy (groom de Sherlock Holmes)
Pour les articles homonymes, voir Billy.
Billy est un personnage de fiction créé par William Gillette et Arthur Conan Doyle en 1899. Il est groom au service du détective Sherlock Holmes.

## Biographie fictive
D'un naturel souriant et parfois espiègle, Billy est présenté par le Docteur Watson comme un garçon "perspicace et plein de tact". Très respectueux de sa fonction comme de son maître, le jeune groom rend fréquemment service à Sherlock Holmes en glanant des informations utiles à ses enquêtes. Parfois impliqué dans les mises en scène de son maître, Billy se trouve ainsi exposé aux mêmes dangers que le détective. Ce dernier en conçoit une vive inquiétude, et s'en ouvre au Docteur Watson : "Ce garçon me pose un problème, Watson. Jusqu'à quel point ai-je raison de l'exposer au danger ?"

## Apparitions

### Dans lecanon holmésien
- La Vallée de la peur, roman écrit entre septembre 1914 et mai 1915.
- La Pierre de Mazarin, nouvelle publiée en 1921, et parue dans le recueil Les Archives de Sherlock Holmes.

### Au théâtre
- William Gillette (coauteur Arthur Conan Doyle), Sherlock Holmes, créée en 1899 à New York.
- En 1903, le jeune Charlie Chaplin, alors âgé de 14 ans, incarne le groom Billy aux côtés de l'acteur anglais Harry Arthur Saintsbury, qui a repris le rôle de Sherlock Holmes le temps d'une tournée londonienne de la pièce[2].

### Au cinéma
- Sherlock Holmes (Sherlock Holmes), film muet américain réalisé par Albert Parker et sorti en 1922. Le rôle de Billy est tenu par Jerry Devine.
- Sherlock Holmes (The Adventures of Sherlock Holmes), film américain réalisé par Alfred L. Werker et sorti en 1939. Le rôle de Billy est tenu par Terry Kilburn.